# Гумаль
Гумаль, (урду دریائے گومل‎, пушту گومل رود‎, англ. Gomal) — река в Афганистане и Пакистане, правый приток Инда.
Длина реки составляет около 400 км. Берёт начало при слиянии рек Камкай-Гумаль и Лой-Гумаль к юго-западу от деревни Гумалькалай. Впадает в Инд в 32 километрах к югу от пакистанского города Дера-Исмаил-Хан. Крупные притоки — реки Зхоб и Кундар. В нижнем течении, у впадения реки Зхоб, сооружено крупное водохранилище.

## Название
От слияния Камкай-Гумаля и Лой-Гумаляна на малом участке река носит название Джануби-Лой-Гумаль, вскоре, после впадения реки Шахбекльгад, меняет название на Гамальльгад. После впадения реки Гарби-Сальзай водоток меняет название на Гамаларуд. Попав на территорию Пакистана река вновь меняет гидроним и называется Гумал. Выйдя на равнину водоток принимает название Гумаль.
Согласно словарю географических названий зарубежных стран река имеет название Гомаль.